# Thérain
Thérain – rzeka we Francji, przepływająca przez tereny departamentów Sekwanie Nadmorskiej i Oise, o długości 94,4 km. Stanowi dopływ rzeki Oise.